# 韩宪锋
韩宪锋（?—），男，汉族，中华人民共和国政治人物，中国人民解放军空军少将。现任中国共产党第二十届中央纪律检查委员会委员，中国人民解放军空军研究院政治委员。